# Tales from the Crypt (альбом)
Tales from the Crypt — другий студійний альбом американського репера C-Bo, виданий лейблом AWOL Records 15 червня 1995 р. Платівка посіла 4-ту сходинку чарту Top R&B/Hip-Hop Albums та 99-те місце чарту Billboard 200.
У записі альбому взяли участь E-40, Mississippi, Marvaless та ін. На «Birds in the Kitchen» існує відеокліп. Виконавчий продюсер: Барбара Шеннон. Старший продюсер: Терренс «T-Po» Поу. У 2002 West Coast Mafia Records, власний лейбл C-Bo, перевидав Tales from the Crypt.

## Список пісень
| #   | Назва                                                    | Тривалість |
| --- | -------------------------------------------------------- | ---------- |
| 1.  | «Jaccin' and Assassin'»                                  | 0:08       |
| 2.  | «Murder That He Ritt»                                    | 3:51       |
| 3.  | «Free Style» (з участю Mississippi)                      | 5:12       |
| 4.  | «Hard Core»                                              | 3:44       |
| 5.  | «Want to Be a «G»»                                       | 3:12       |
| 6.  | «Stompin' in My Steel Toes» (з участю Marvaless)         | 4:01       |
| 7.  | «Birds in the Kitchen» (з участю E-40)                   | 4:30       |
| 8.  | «187 Dance»                                              | 4:05       |
| 9.  | «Groovin' on Sunday (Radio edit)» (з участю Mississippi) | 3:06       |
| 10. | «Who Ride» (з участю Snap)                               | 3:07       |
| 11. | «Take It How You Want Too» (з участю Marvaless)          | 3:58       |
| 12. | «Ain't No Sunshine» (з участю Tuna Bug та Mississippi)   | 4:10       |

## Чартові позиції
| Чарт (1995)               | Найвища позиція |
| ------------------------- | --------------- |
| США                       | 99              |
| US Top R&B/Hip-Hop Albums | 4               |